# Muscle tenseur du tympan
Le muscle tenseur du tympan (anciennement muscle du marteau ou muscle de Toynbee) est l'un des deux muscles des petits os de l'audition associés aux osselets de l'oreille moyenne. Ces deux muscles de l'oreille moyenne amortissent ou s'opposent aux mouvements de la chaîne ossiculaire. Le deuxième muscle étant le muscle stapédien.

## Description
Le muscle tenseur du tympan est fixé entre l'os sphénoïde et la partie supérieure du marteau à l'intérieur de l'oreille moyenne. Il est innervé par une branche du nerf mandibulaire.

## Anatomie fonctionnelle
Le muscle tenseur du tympan a pour action de tendre le tympan, qui vibre donc moins et les bruits intenses sont en quelque sorte assourdis. C'est un réflexe de protection du vestibule de l'oreille interne, qui peut être lésé en cas de bruits d'intensité importante.
À noter que chez l'homme en absence de pathologies, le muscle du marteau n'intervient pas dans le réflexe acoustique, contrairement à d'autres animaux. Cependant, le muscle tenseur du tympan peut abaisser ses seuils de contractions et faire partie du réflexe acoustique dans le cas du choc acoustique et de l'hyperacousie.

## Aspect clinique
Les personnes atteintes d'hyperacousie ou du syndrome du choc acoustique pourraient initialement souffrir du syndrome tonique du muscle tenseur du tympan,, c'est-à-dire un abaissement des seuils réflexes de contraction de ce muscle ; il en résulte des otalgies récurrentes. Comme la voie de commande ces muscles est sérotoninergique, la contraction de ces muscles est dépendante des émotions, soumise au stress et à l'angoisse. Les mécanismes derrière le dysfonctionnement du muscle tendeur tympanique et leurs conséquences sont encore des hypothèses. Cependant, dans une étude publiée, des chercheurs français ont étudié le cas d'un patient du choc acoustique dont les symptômes suggèrent un dysfonctionnement du muscle tenseur du tympan. Cette étude semble être la première à fournir un soutien expérimental suggérant que les muscles de l'oreille moyenne peuvent se comporter anormalement après un choc acoustique. Dans cette publication, il est suggéré que des contractions anormales (p. Ex. des contractions toniques) du muscle tenseur du tympan pourraient déclencher une inflammation neurogène. En effet, des fibres contenant de la substance P et Peptide relié au gène calcitonine (PRGC) ont été trouvées à proximité du muscle tenseur du tympan.